# میانکوه، ماسال‌لی
میانکوه (به لاتین: Miyanku) یک منطقهٔ مسکونی در جمهوری آذربایجان است که در شهرستان ماسال‌لی واقع شده‌است.

## جمعیت
میانکوه ۱٬۲۷۸ نفر جمعیت دارد.

## ریشه واژه
میان در زبان تالشی و زبان فارسی معنی یکسانی دارد و کو همان کوه است و میانکوه یعنی روستایی که در میان کوه قرار گرفته است. روستایی با نام میانکوه نیز در شهرستان تالش در ایران نیز وجود دارد.

## تاریخچه
این روستا در آغاز سده ۱۸ میلادی با کوچ مردم تالش از نواحی کوهستانی به دشت‌ها و نواحی پایین دست ایجاد شد. بیش‌تر زمین‌های این آبادی از املاک، زمین‌ها و جنگل های خان‌های تالش بود.
این ناحیه محل نبرد نیروهای میرحسن‌خان در مقابل قوای ارتش روسیه پس از پیمان ترکمانچای بود.